# Campionati europei di nuoto 2010 - Staffetta 4x200 metri stile libero femminile
La competizione si è svolta la sera del 12 agosto 2010. Dato che hanno partecipato 8 nazioni non è stata necessaria la fase preliminare eliminatoria.

## Medaglie
| Posizione | Oro                                                      | Argento                                                               | Bronzo                                                      |
| --------- | -------------------------------------------------------- | --------------------------------------------------------------------- | ----------------------------------------------------------- |
| Paese     | Ungheria                                                 | Francia                                                               | Regno Unito                                                 |
| Atlete    | Ágnes Mutina Eszter Dara Katinka Hosszú Evelyn Verrasztó | Coralie Balmy Ophélie-Cyrielle Étienne Margaux Farrell Camille Muffat | Rebecca Adlington Jazmin Carlin Hannah Miley Joanne Jackson |

## Record
Prima della manifestazione il record del mondo (RM), il record europeo (EU) e il record dei campionati (RC) erano i seguenti.
| Record mondiale       | 7'42"08 | Cina        | 30 luglio 2009 Roma, Italia      |
| Record europeo        | 7'45"51 | Regno Unito | 30 luglio 2009 Roma, Italia      |
| Record dei campionati | 7'50"82 | Germania    | 3 agosto 2006 Budapest, Ungheria |

Durante la competizione non sono stati migliorati record.

## Risultati
| Pos. | Nazione     | Atlete | Corsia | Tempo   | Note |
| ---- | ----------- | --- | ------ | ------- | ---- |
|      | Ungheria    | Ágnes Mutina (1:57.24) Eszter Dara (3:57.12) Katinka Hosszú (5:55.72) Evelyn Verrasztó (7:52.49)              | 3      | 7:52.49 |      |
|      | Francia     | Coralie Balmy (1:58.53) Ophélie-Cyrielle Étienne (3:55.74) Margaux Farrell (5:55.78) Camille Muffat (7:52.69) | 8      | 7:52.69 |      |
|      | Regno Unito | Rebecca Adlington (2:00.29) Jazmin Carlin (3:58.14) Hannah Miley (5:57.04) Joanne Jackson (7:55.29)           | 1      | 7:55.29 |      |
| 4    | Germania    | Silke Lippok (1:58.65) Franziska Jansen (3:58.88) Nina Schiffer (5:59.79) Daniela Schreiber (7:58.13)         | 5      | 7:58.13 |      |
| 5    | Russia      | Veronika Popova (1:59.36) Daria Belyakina (4:00.01) Victoria Malyutina (5:59.94) Elena Sokolova (7:59.11)     | 7      | 7:59.11 |      |
| 6    | Svezia      | Gabriella Fagundez (2:00.78) Sarah Sjöström (3:57.48) Petra Granlund (6:00.06) Josefin Lillhage (8:00.15)     | 6      | 8:00.15 |      |
| 7    | Slovenia    | Sara Isaković (1:59.44) Anja Klinar (3:59.18) Nina Cesar (6:00.57) Ursa Bezan (8:06.13)                       | 4      | 8:06.13 |      |
| 8    | Austria     | Joerdis Steinegger (2:01.59) Verena Klocker (4:05.38) Birgit Koschischek (6:08.70) Nina Dittrich (8:10.76)    | 2      | 8:10.76 |      |